# Реконструкционный фильтр
Реконструкционный фильтр (англ. reconstruction filter, anti-imaging filter) используется в смешанных аналогово-цифровых системах для вывода аналогового сигнала c цифрового выхода. В частности, он применяется в устройствах ЦАП.

## Теория
Теорема Котельникова объясняет, почему вход АЦП требует низкочастотного аналогового электронного фильтра, называемого сглаживающим (антиалиасинг) - отсчеты входного сигнала должны иметь ограниченный спектр для предотвращения неразличимости сигнала (т.е. верхнечастотный диапазон переведен в нижнечастотную область).
По той же причине выход ЦАП требует аналогового ФНЧ, называемого реконструкционным - отсчеты выходного сигнала должны иметь ограниченный спектр для предотвращения неразличимости сигнала, т.е. Фурье-коэффициенты реконструируются в ВЧ диапазоне, а не в НЧ, как в ряде Котельникова.
В идеале оба фильтра должны быть фильтрами типа "брик-уолл" (или Sinc-фильтр) c постоянной фазовой задержкой в области полосы пропускания c постоянной прямоугольной частотной характеристикой и нулевым сигналом на частоте Найквиста. Такой фильтр имеет импульсную характеристику в виде sinc сигнала, отсюда и его название.

## Практика
Практически фильтры не имеют прямоугольную ЧХ или фазовый отклик в области полосы пропускания, а также неполное подавление сигнала вне этой полосы, sinc-функция имеет бесконечный отклик на сигнал в обоих направлениях оси времени (положительном и отрицательном), чего невозможно достичь в реальности - потребовалась бы бесконечная задержка.
Хотя по теории ЦАП должен выдавать серию импульсов, на практике это скорее серия "ступенек", поэтому переходная функция фильтра (интеграл от импульсной переходной функции) представляет больший интерес. Реконструкционный ФНЧ сглаживает ступеньки (убирает гармоники выше частоты среза) для восстановления аналогового сигнала, соответствующего цифровой временной области.

## Общие фильтры
Основные фильтры в порядке усиления эффекта антиалиасинга:
- Интерполяция методом ближайшего соседа
- Билинейная интерполяция
- Бикубическая интерполяция

## Реконструкционные фильтры на основе вейвлетов
Реконструкционные фильтры также применяются при восстановлении сигнала или изображения по набору вейвлет-коэффициентов. В медицине это применяется для создания трехмерного изображения по двухмерной рентгенограмме или МРТ-грамме.